# Taquaril (Petrópolis)
Taquaril é um região onde se encontra um vale de agricultores localizado no município de Petrópolis-RJ, distrito de Pedro do Rio, que forma o Circuito Turístico Pedras do Taquaril.
É uma região de rara beleza natural, cercada por serras a lestes e a oeste, onde se destaca a Pedra do Elefante, montanha com 1600 metros de altitude de onde o visitante tem uma vista de Petrópolis e Teresópolis.

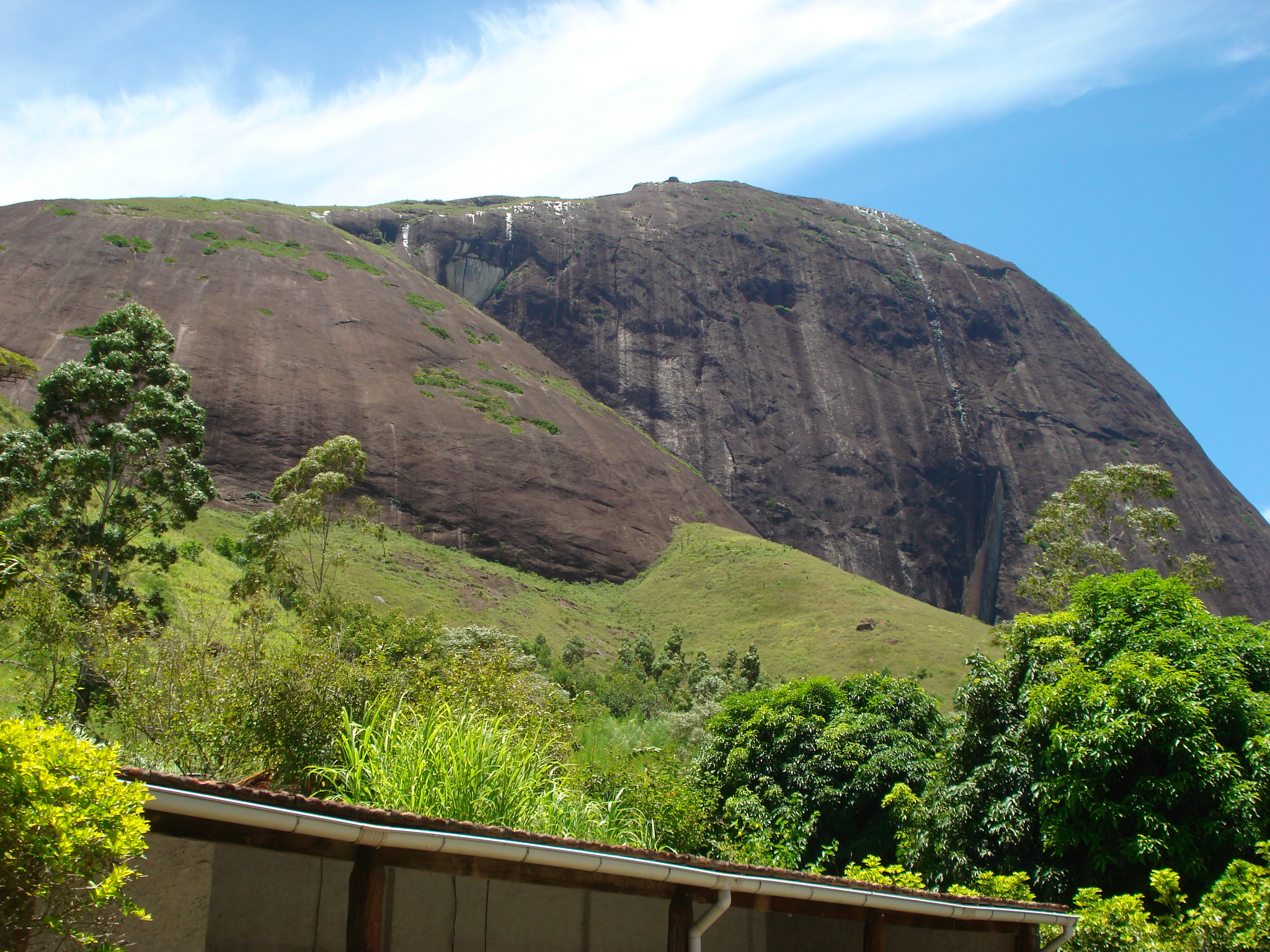
Pedra do Elefante em close

## História
A história do Taquaril tem início nos primórdios do século passado, quando o português José Ferreira Bastos adquiriu extensa gleba de terras no local.